# Олександр Романович (князь брянський)
Олександр Романович (*бл. 1272 — бл. 1303) — великий князь чернігівський у 1292—1303 роках, князь брянський у 1288—1303 роках.

## Життєпис
Походив з династії Рюриковичів, гілки Ольговичів. Молодший син великого князя чернігівського та князя брянського, Романа Михайловича Старого. Народився близько 1272 року в Брянську. Після смерті батька у 1288 році старший брат Олег став великим князем у Чернігові, передавши Олександру Брянське князівство.
У 1292 році після смерті Олега Романовича стає новим великим князем Чернігівським. Не зміг завадити подальшому розпаду великого князівство. Цей титул до кінця правління Олександра Романовича став номінальним. Водночас складнощів створювала близькість Чернігово-Сіверської землі до кордонів з Золотою Ордою. Помер близько 1303 року. Йому спадкував син Михайло.